# Schneekopf

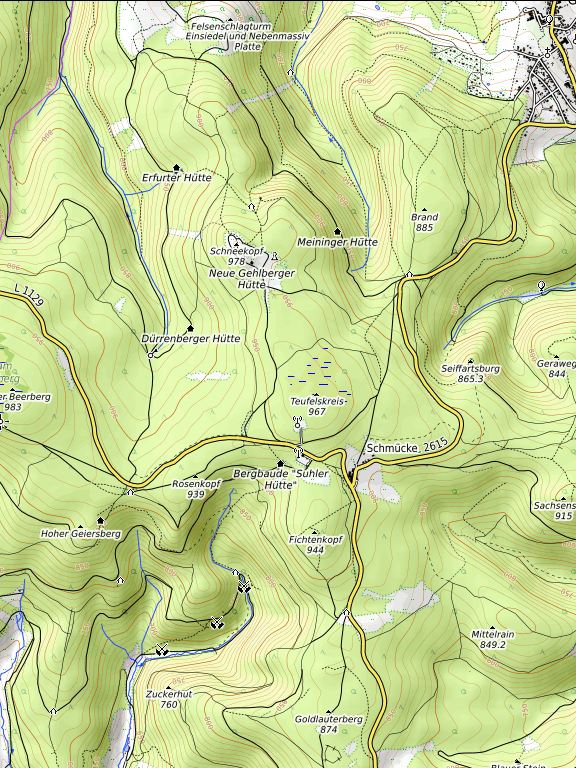
Karte des Gipfelbereiches

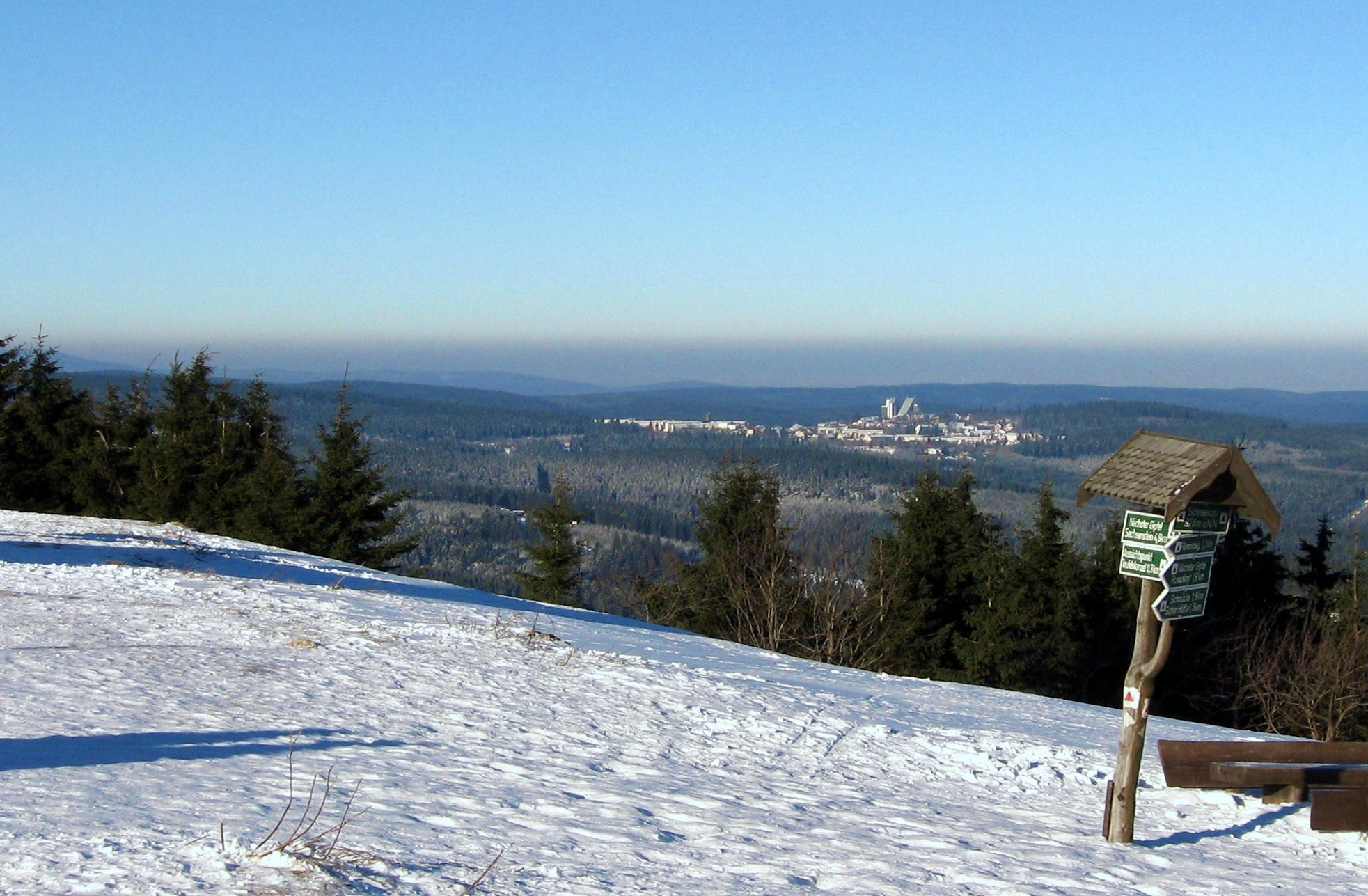
Nordblick vom Schneekopf auf Oberhof

Der Schneekopf bei Gehlberg, einem Ortsteil der thüringischen Stadt Suhl, ist mit 978 m ü. NHN nach dem westlich benachbarten Großen Beerberg (983 m) – der dazwischen liegende Sattel Adler ist nur um 59,4 m niedriger als der Schneekopf – die zweithöchste Erhebung des Thüringer Waldes.

## Geologie
Das Gestein des Schneekopfs ist vulkanischen Ursprungs, es ist ein Rhyolith (früher Quarzporphyr genannt) aus dem Perm. Er ist bekannt für die hier vorkommenden Schneekopfkugeln, diese sind in Drusen genannten ehemaligen Gasblasenhohlräumen des Porphyrgesteins gebildete Ausfällungen von Achat und anderen Varietäten von Quarz, aus dem sie aufgrund ihrer größeren Härte durch Verwitterung freigelegt werden.
Am Nordhang des Berges entspringt die Wilde Gera.

## Nebengipfel
Neben dem Schneekopf selbst werden namentlich vier Nebengipfel unterschieden. Diese sind:
| Name           | Höhe    | Lage                                         | Dominanz               | Schartenhöhe            |
| -------------- | ------- | -------------------------------------------- | ---------------------- | ----------------------- |
| Teufelskreise  | 967 m   | südlich, nahe der Schmücke                   | 0,9 km → Schneekopf    | 15,4 m                  |
| Fichtenkopf    | 944 m   | südlich, zwischen Schmücke und Borstenplatz  | 0,6 km → Teufelskreise | 11,6 m ↓ Schmücke       |
| Brand          | 885,3 m | östlich, in Richtung Gehlberg                | 0,6 km → Schneekopf    | 21,8 m ↓ Goldene Brücke |
| Goldlauterberg | 874 m   | südlich, zwischen Borstenplatz und Mordfleck |                        |                         |

Ebenfalls zuweilen als Nebengipfel des Schneekopfs betrachtet wird der 915,3 m hohe Sachsenstein, der jedoch mit einer Schartenhöhe von 37,8 Metern bereits einen eigenständigen Gipfel darstellt.

## Panorama
Vom Gipfelplateau besteht eine gute Rundumsicht auf weitere Gipfel des Thüringer Waldes und der Rhön, über das Thüringer Becken hinweg bis zum Ettersberg bei Weimar und auf den Wintersportort Oberhof. Bei sehr guten Sichtverhältnissen, etwa bei winterlichen Inversionswetterlagen, reicht der Blick bis zum Brocken im Harz, zum Schneeberg (Fichtelgebirge) sowie zum westlichen Erzgebirge. Außerdem ist die Autobahnbrücke „Wilde Gera“ (A 71), die mit 252 m Spannweite  größte Bogenbrücke Deutschlands, sichtbar.

## Geschichte des Berges
Herzog Ernst II. von Sachsen-Gotha-Altenburg ließ 1772 auf dem Gipfel eine kleine Station für astronomische Beobachtungen errichten, die 1796 niederbrannte. 1852 wurde ein steinerner Aussichtsturm gebaut, der jedoch nicht erhalten ist. Im Zweiten Weltkrieg hatte der Schneekopf eine Funktion in der Luftaufklärung im mitteldeutschen Raum. 1945 wurde er zunächst von US-Truppen, dann von der Roten Armee besetzt. 1946 führte ein Orkan zu so starken Windbruchschäden, dass der Gipfel seitdem baumfrei ist.
In der zweiten Hälfte der 1950er Jahre wurde auf dem Schneekopf ein rechteckiger Fernmeldeturm errichtet, ein Typenbau, rechteckig, grüner Anstrich, 25 m hoch, als A-Turm bezeichnet. Sein Aussehen entsprach dem Fernmeldeturm auf dem Totenstein bei Chemnitz. Die SED hatte damit begonnen, ein flächendeckendes eigenständiges  Schmalbandrichtfunknetz zu errichten. Vom Turm aus wurden unter anderem Richtfunkverbindungen zu allen Kreisleitungen der SED im Bezirk Suhl sowie zur Bezirksleitung der Partei und der Bezirkseinsatzleitung Suhl betrieben. Infolge fehlender quasioptischer Sicht zu letztgenannter Bezirksleitung wurde in etwa 800 m Entfernung vom Schneekopf eine passive Richtfunkumlenkung auf dem Herleshügel installiert. Der Turm und sein Umfeld wurden zum militärischen Sperrgebiet erklärt und von bewaffneten Angehörigen der Deutschen Volkspolizei bewacht.
In Turmnachbarschaft stand von 1852 bis zu seiner Sprengung am 18. August 1970 ein achteckiger steinerner Aussichtsturm, dessen Aussichtskanzel die 1000-Meter-Marke erreichte. Ebenso gab es bis zur Sperrung eine bewirtschaftete Berghütte, die vom Gehlberger Original „Schneiders Ernst“ betreute Gehlberger Hütte, die auch als Starterhaus für alpine Skiwettbewerbe in der „Hölle“ diente. Unterhalb des Gipfels, der 1996/1997 renaturiert wurde, liegt das 38,5 ha große Naturschutzgebiet Schneekopfmoore am Teufelskreis.
Etwa in einem Kilometer Entfernung vom Gipfel und unmittelbar südlich der „Teufelskreise“ liegt im Bereich der Gemarkung Gehlberg und ebenfalls am Rennsteig die Schmücke. Der bekannte Waldgasthof ist für viele Wanderer Ausgangspunkt einer Besichtigung des Schneekopfgipfels. Für die Autofahrer gibt es einen großen Parkplatz an der Straße in Richtung Oberhof, von dort aus sind noch etwa 1,5 km zu Fuß bis zum Gipfel zurückzulegen.
In Gehlberg, vier Kilometer und 250 Höhenmeter vom Gipfel entfernt, besteht der 1990 gegründete Schneekopfverein e. V. Dessen Mitglieder haben sich nach Abzug der russischen Streitkräfte 1994 für die Renaturierung des Geländes eingesetzt, befürworten eine sanfte touristische Erschließung ihres Hausberges und halten mit ihrem jährlich Mitte September am Berg stattfindenden Jägersteinfest die Erinnerung an die Sage vom Wildunfall an den Teufelskreisen wach. Seit 1999 veranstaltet die Thüringer Allgemeine mit Hilfe der örtlichen Vereine jedes Jahr am ersten Wochenende im Juli das Schneekopf-„Gipfeltreffen“. Dabei handelt es sich um ein Volksfest direkt auf dem Schneekopf, dessen Auftakt eine organisierte Sternwanderung zum Gipfel bildet.
In den 1990er Jahren gab es die Idee, den Berg im Zuge der Renaturierung auf 1000 Meter über NN zu erhöhen (beispielsweise mit Aushub vom Autobahnbau der A 71). Damit wäre es der einzige Tausender in Thüringen gewesen und der Thüringer Wald wäre, wenn auch auf unnatürlichem Wege, zur Reihe der deutschen Mittelgebirge über 1000 Meter (siehe hier) hinzugefügt worden. Nach langen Diskussionen begann im September 2007 der Bau eines neuen Turms, dessen Spitze seit der Fertigstellung im Juni 2008 auf 1004,15 m liegt. Die Aussichtsplattform erreicht man über 126 Stufen und befindet sich dann auf 1001,1 m. Unterhalb des Gipfels befindet sich ein Anfang Dezember 2009 eröffnetes Berggasthaus, die Neue Gehlberger Hütte, in der seit 2010 auch Übernachtungen möglich sind. Am 27. Juni 2018 wurde von einer Gehlberger Firma auf dem Berg ein Gipfelkreuz aufgestellt.

## Bildergalerie

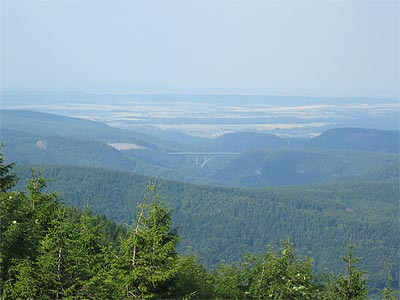
Blick vom Schneekopf auf die Talbrücke Wilde Gera (A 71)
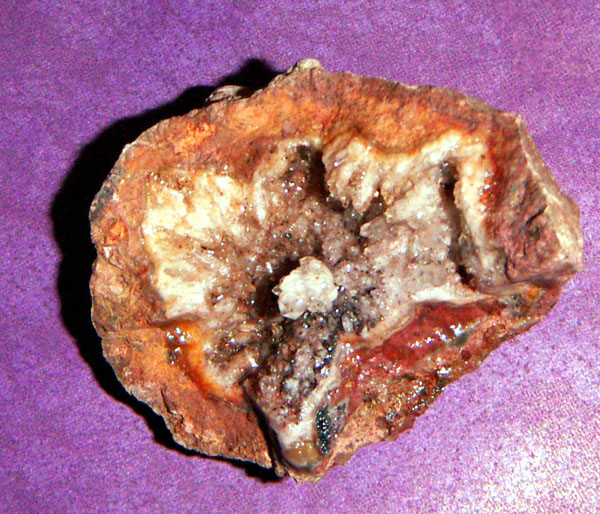
Schneekopfkugel
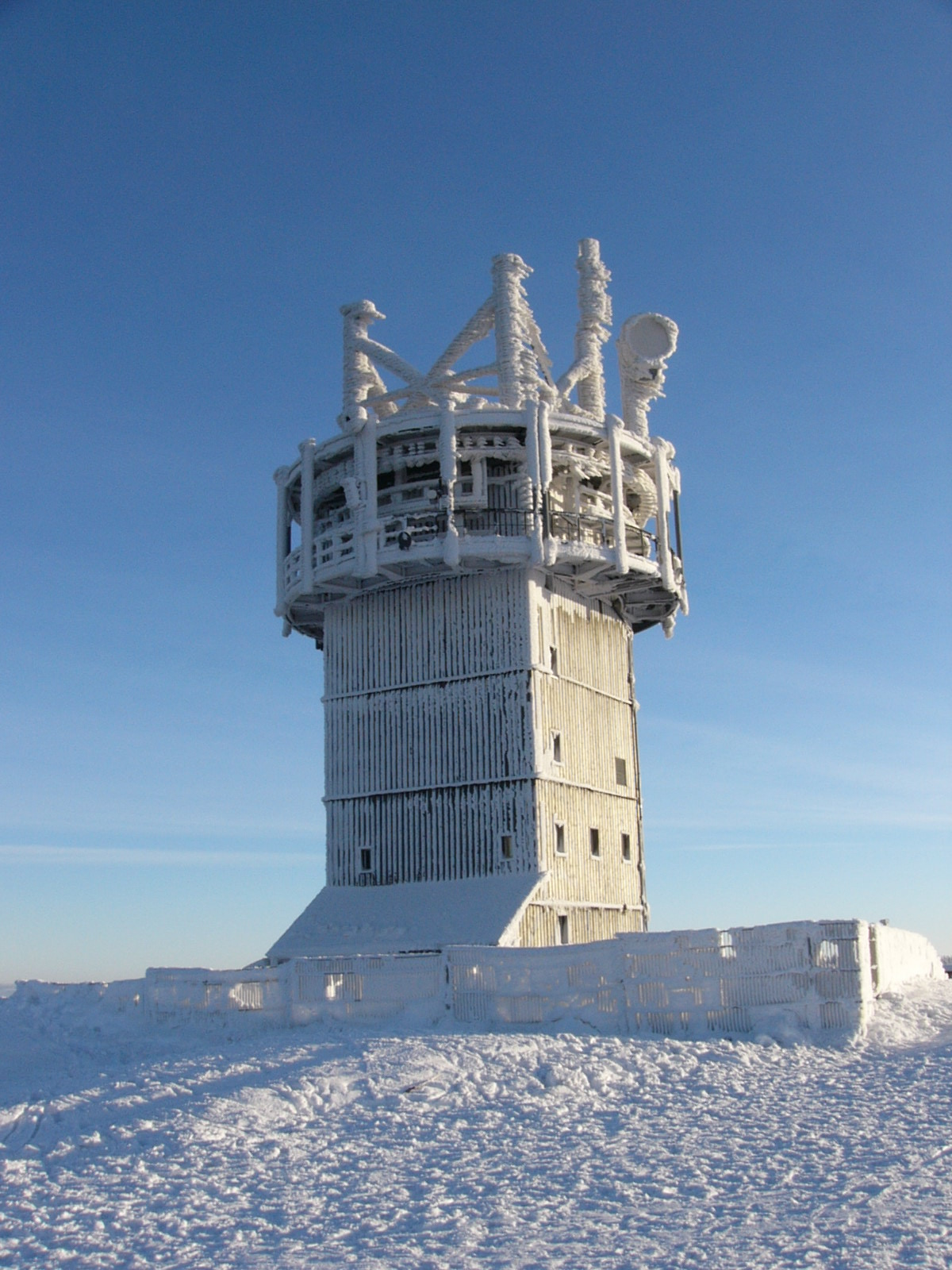
Fernmeldeturm auf dem Schneekopf im Winter – ehemalige Bezirksrichtfunkzentrale der Partei/SED in Suhl
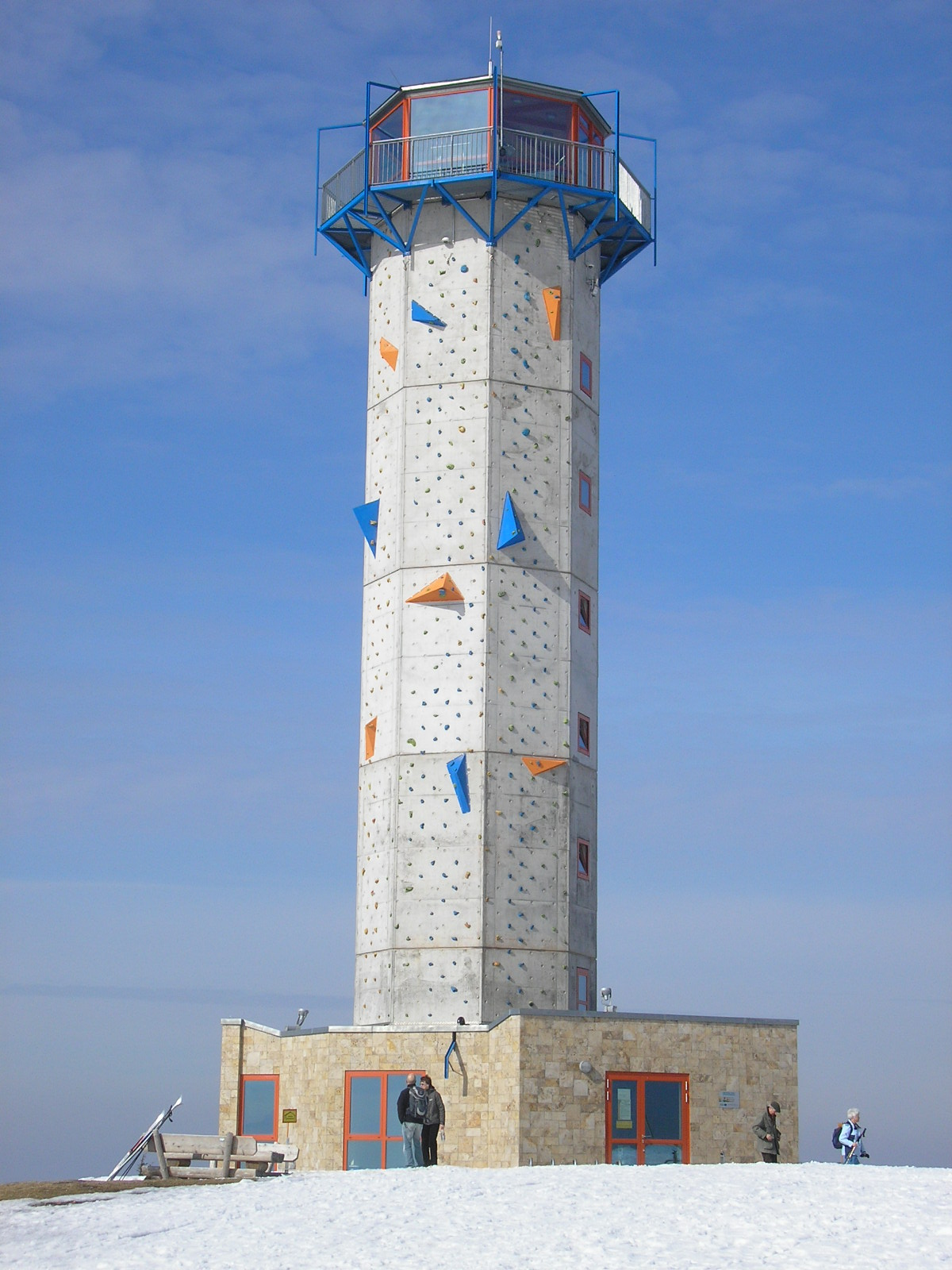
Der Aussichtsturm auf dem Schneekopf
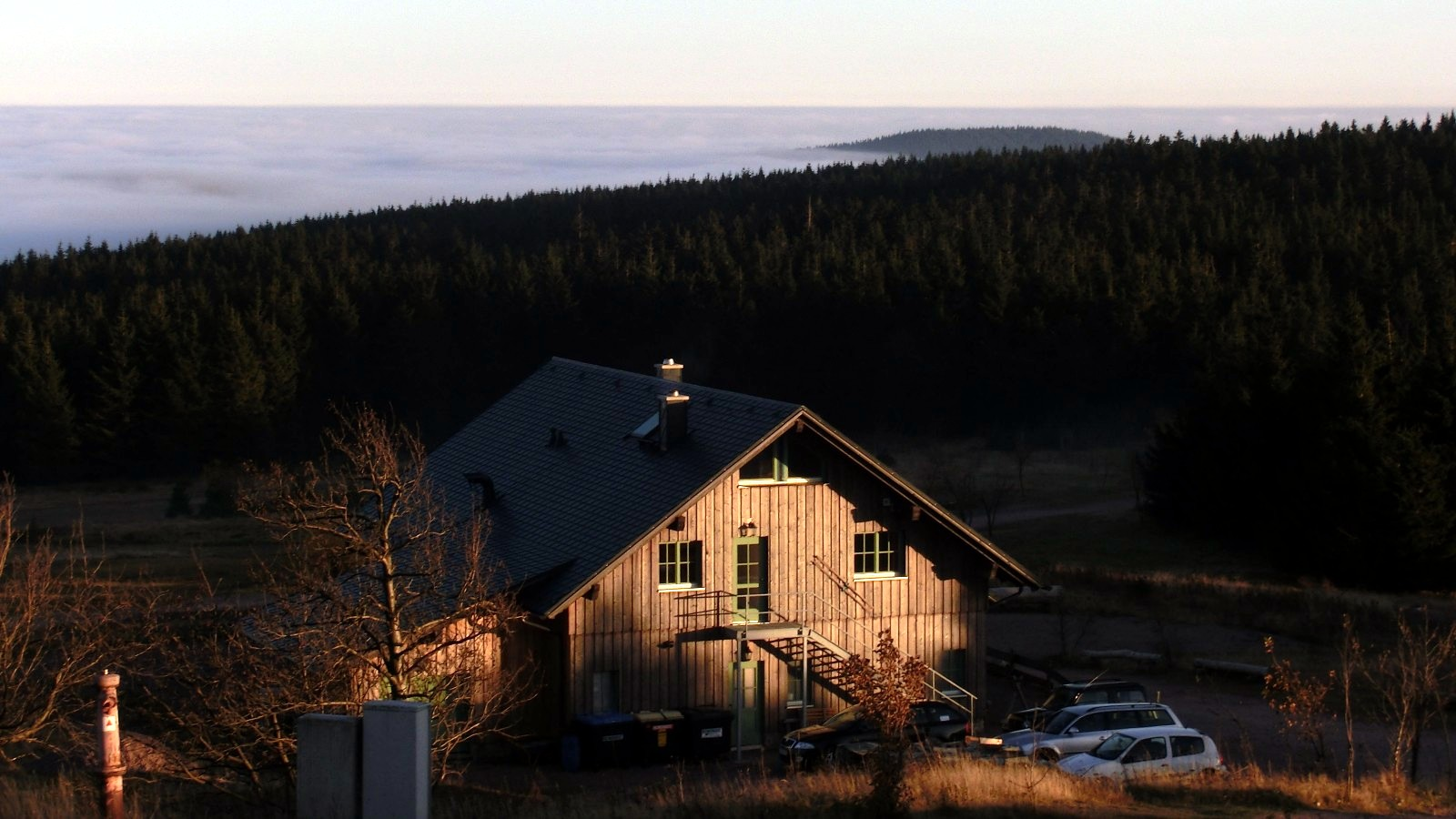
Die Neue Gehlberger Hütte
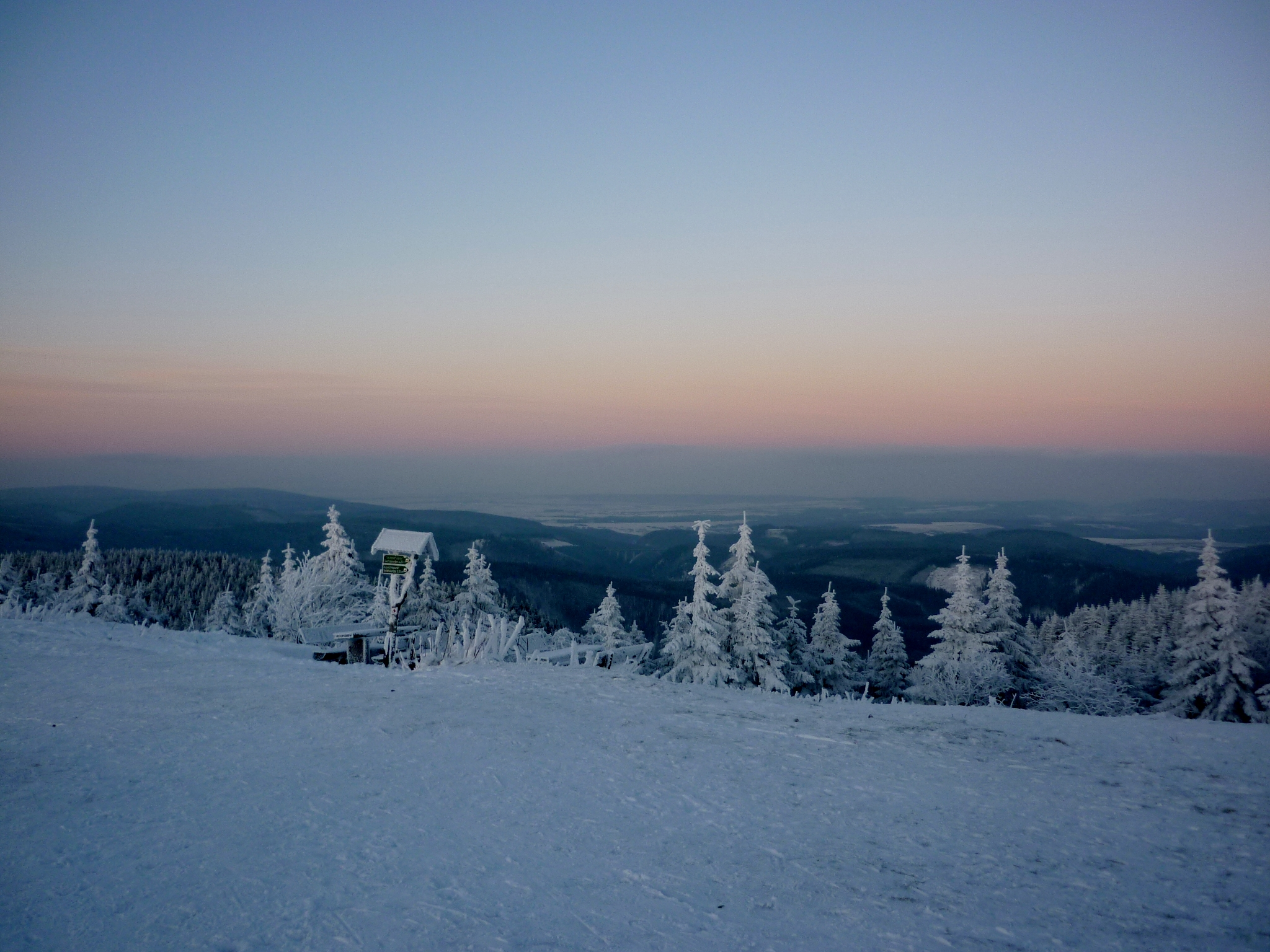
Blick vom Schneekopf im Winter
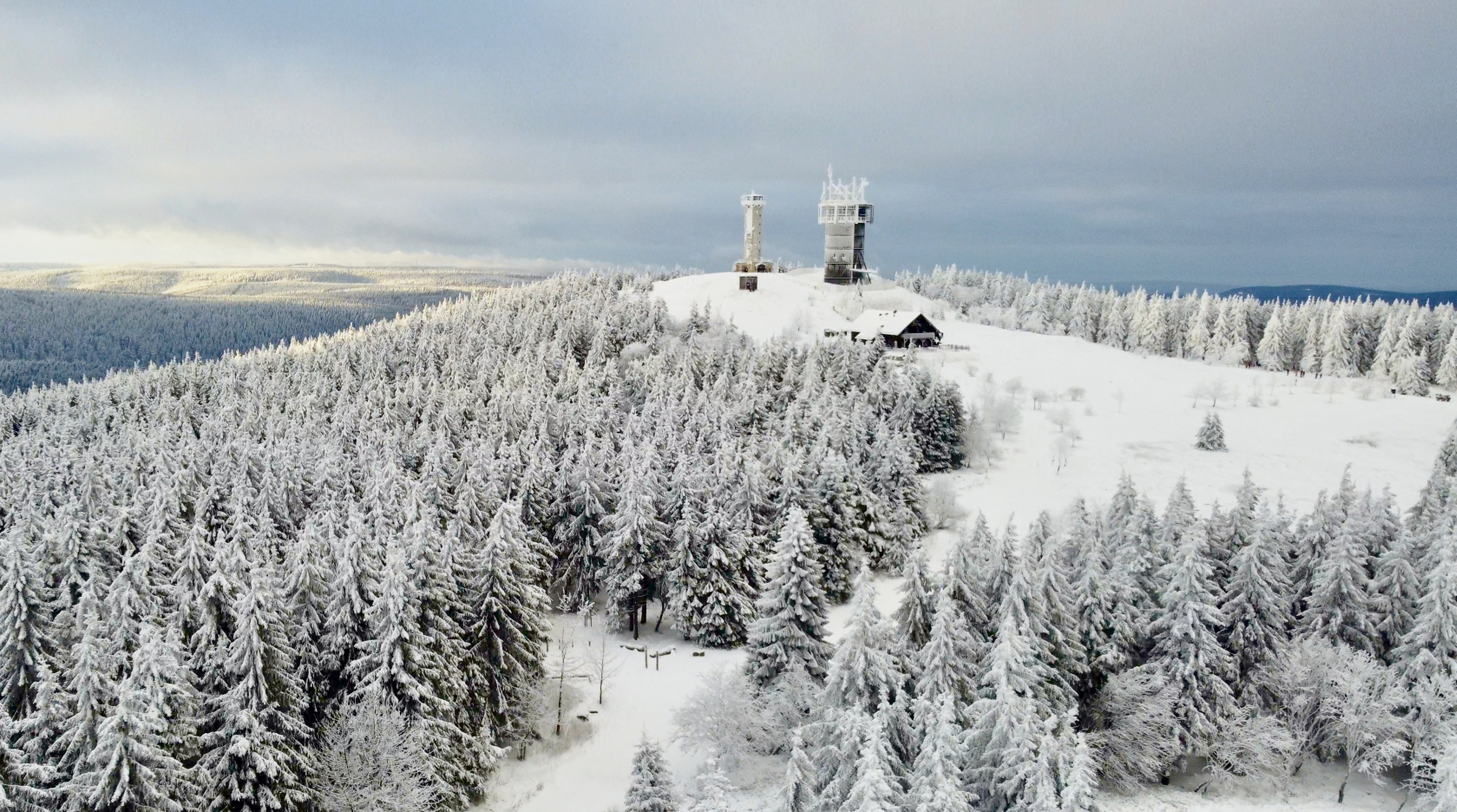
Luftbild vom schneebedeckten Gipfel
Panorama